# Championnat de Tunisie de football 1995-1996
Navigation
Saison précédente Saison suivante
La saison 1995-1996 du championnat de Tunisie de football est la 41e édition de la première division tunisienne à poule unique, la Ligue Professionnelle 1. Les quatorze meilleurs clubs tunisiens jouent les uns contre les autres à deux reprises durant la saison, à domicile et à l'extérieur. En fin de saison, les deux derniers du classement sont relégués et remplacés par les deux meilleurs clubs de la Ligue Professionnelle 2.
Le Club africain remporte le onzième titre de champion de son histoire en terminant en tête du classement, avec cinq points d'avance sur l'Étoile sportive du Sahel, vainqueur de la coupe de Tunisie et onze sur l'Espérance sportive de Tunis. Le tenant du titre, le Club sportif sfaxien prend quant à lui la quatrième place, à 25 points du Club africain.

## Clubs participants
- Club athlétique bizertin
- Avenir sportif de Gabès - Promu de LP2
- Club africain
- Espérance sportive de Tunis
- Étoile sportive du Sahel
- Club sportif de Hammam Lif
- Avenir sportif de La Marsa
- Club olympique des transports - Promu de LP2
- Stade tunisien
- Club sportif sfaxien
- Espérance sportive de Zarzis
- Jeunesse sportive kairouanaise
- Olympique de Béja
- Olympique du Kef

## Compétition

### Classement
Le barème de points servant à établir le classement se décompose ainsi :
- Victoire : 3 points
- Match nul : 1 point
- Défaite : 0 point

| Rang | Équipe                            | Pts | J  | G  | N | P  | Bp | Bc | Diff |
| ---- | --------------------------------- | --- | -- | -- | - | -- | -- | -- | ---- |
| 1    | Club africain                     | 63  | 26 | 19 | 6 | 1  | 49 | 7  | +42  |
| 2    | Étoile sportive du Sahel (C)      | 58  | 26 | 17 | 7 | 2  | 45 | 12 | +33  |
| 3    | Espérance sportive de Tunis       | 52  | 26 | 15 | 7 | 4  | 36 | 21 | +15  |
| 4    | Club sportif sfaxien (T)          | 38  | 26 | 11 | 5 | 10 | 36 | 32 | +4   |
| 5    | Jeunesse sportive kairouanaise    | 35  | 26 | 9  | 8 | 9  | 31 | 34 | -3   |
| 6    | Espérance sportive de Zarzis      | 32  | 26 | 9  | 5 | 12 | 27 | 28 | -1   |
| 7    | Olympique de Béja                 | 31  | 26 | 8  | 7 | 11 | 24 | 26 | -2   |
| 8    | Stade tunisien                    | 30  | 26 | 9  | 3 | 14 | 24 | 32 | -8   |
| 9    | Club athlétique bizertin          | 30  | 26 | 7  | 9 | 10 | 21 | 30 | -9   |
| 10   | Avenir sportif de La Marsa        | 30  | 26 | 7  | 9 | 10 | 26 | 25 | +1   |
| 11   | Club olympique des transports (P) | 29  | 26 | 8  | 5 | 13 | 29 | 41 | -12  |
| 12   | Olympique du Kef                  | 26  | 26 | 6  | 8 | 12 | 22 | 45 | -23  |
| 13   | Club sportif de Hammam Lif        | 26  | 26 | 6  | 8 | 12 | 22 | 30 | -8   |
| 14   | Avenir sportif de Gabès (P)       | 21  | 26 | 6  | 3 | 17 | 15 | 44 | -29  |

|  | Qualification pour la Ligue des champions 1997                                               |
|  | Qualification pour la coupe des coupes 1997                                                  |
|  | Qualification pour la coupe de la CAF 1997                                                   |
|  | Relégation directe en deuxième division                                                      |
|  | (T) Tenant du titre (C) Vainqueur de la Coupe de Tunisie (P) Club promu de deuxième division |

- En cas d'égalité, les clubs sont départagés par la différence de buts particulière et non le goal-average général.

## Bilan de la saison
| Championnat de Tunisie de football 1995-1996 |                             |
| Champion                                     | Club africain (11e titre)   |
| Coupes et trophées                           |                             |
| Vainqueur de la Coupe de Tunisie 1995-1996   | Étoile sportive du Sahel    |
| Qualifications continentales                 |                             |
| Ligue des champions 1997                     | Club africain               |
| Coupe des coupes 1997                        | Étoile sportive du Sahel    |
| Coupe de la CAF 1997                         | Espérance sportive de Tunis |
| Promotions et relégations                    |                             |
| Promus en Ligue Professionnelle 1            | Stade soussien              |
| Promus en Ligue Professionnelle 1            | Océano Club de Kerkennah    |
| Relégués en Ligue Professionnelle 2          | Club sportif de Hammam Lif  |
| Relégués en Ligue Professionnelle 2          | Avenir sportif de Gabès     |